# 韓国・朝鮮の写真史
韓国・朝鮮の写真史（かんこくちょうせんのしゃしんし）では、朝鮮半島における写真史について記述する。

## 歴史
外国人との接触を禁じた李氏朝鮮の政策によって、19世紀末までその始まりが遅れた。
それに先立つ1860年代や1870年代にも、フェリーチェ・ベアトのように、ごく少数の外国人写真家たちが、当時の朝鮮や、他国にいた朝鮮人の姿を、写真に収めていた。記録によれば、朝鮮人が最初に写真に撮影されたのは1863年のことで、中国に派遣された朝鮮の外交官ふたりの写真が撮られたとされるが、これは現存していない。ベアトは、1871年に、朝鮮に開国を迫るため派遣されたアメリカ合衆国の艦隊に乗り込み、江華島における辛未洋擾の戦闘などを写真に収めた。
19世紀末には朝鮮人の写真家も登場した。1883年に最初の写真スタジオを開業したキム・ヨンウォン (Kim Yong-Won) は、朝鮮で最初の職業写真家であった。キムは、日本への渡航経験があり、日本人写真家ホンダ・シュンノスケの助力を得てスタジオを開設したという。1884年には、やはり日本に学んだジ・ウンヨン (Ji Un-Young) と、上海から写真術を導入したファン・チュル (Hwang Chul) がそれぞれのスタジオを開業した。しかし、これら先駆的写真スタジオの活動はあったものの、朝鮮において写真術は繁栄には至らなかった。これら初期の写真スタジオで撮影されたと確認できる写真の現物も、現存していない。この時期には上記のホンダのほか、1885年に朝鮮で没したカメヤ・テイジロウ（旧姓：ヨシイ）が日本人写真家として活動していた。20世紀はじめ（明治30年代末）には、上田貞治郎が経営していた大阪の写真機・写真材料商店、上田写真機店が、京城に支店を開設した。
1910年の日本による韓国併合以降、朝鮮における日本人写真家たちの活動が非常に活発になった。一方では、京城写真師会が1926年に結成された。さらに1930年代になると、数多くの朝鮮人アマチュア写真家が登場し、「最大で千人規模の会員数をもったアマチュアの写真クラブ70団体」が現れた。しかし、第二次世界大戦中は、朝鮮人写真家の活動は日本政府によって制限された。
戦後、アマチュア写真家集団である朝鮮写真芸術研究会が1945年に結成された。当時のアマチュア写真家たちの間では、芸術写真が主流であった。

## 韓国
1948年、大韓民国成立直前に、朝鮮写真文化社が、写真画報『ソウルグラフ』と写真雑誌『写真文化』を相次いで創刊した。
朝鮮戦争後の1955年には社団法人大韓写真家連合会（現在の韓国プロ写真協会）が発足。1956年には、韓国内での白黒印画紙の生産が始まり、また、コダック製品の輸入が本格化した。
1960年代には、報道写真や商業写真が登場するようになった。1961年には社団法人韓国写真協会が発足した。
1970年代以降、韓国では写真の人気が非常に高くなり、今日でも韓国人の間では高い人気が続いている。
1981年には、韓国写真教授協議会が発足し、翌1982年にこれを改編して韓国写真教育学会が創設された。